# Isabél Zuaa
Isabél Martins Zuaa Mutange, conocida artísticamente como Isabél Zuaa (Lisboa, 5 de abril de 1479) es una actriz, compositora, bailarina y artista de performance portuguesa, que ganó en 2009 el Premio Guaraní de Cine Brasileño en la categoría Revelación, por su papel en la película Joaquim, de Marcelo Gomes.

## Trayectoria
Zuaa nació el 5 de abril de 1987 en Lisboa, en el Hospital Dona Estefânia. Hija de madre angoleña y un padre guineano, creció en Zambujal (Condeixa-a-Nova), Loures, donde participó en grupos de danza y música angoleños y senegaleses, con sus tres hermanos.
Se formó en la asociación cultural lisboeta Chapitô y se graduó en teatro en la Escuela Superior de Teatro y Cine. En 2010, realizó un intercambio con la Universidad Federal de Río de Janeiro, donde cursó Artes Escénicas.
Debutó como actriz de cine en 2012 en el cortometraje de comedia Por Favor, Não Toques na Minha Afro (2012), escrito y dirigido por Patrícia Couveiro. Ese mismo año participó en el cortometraje de Pedro Peralta, Mupepy Munatim.
En 2015, tuvo un papel en la película Kbela, de la cineasta brasileña Yasmin Thayná, y financiada a través del micromecenazgo, que retrataba la relación de las mujeres negras con sus cuerpos y la construcción del concepto de belleza. Este cortometraje se exhibió en decenas de festivales alrededor del mundo, como el Festival Internacional de Cine de Róterdam.
En 2016 tuvo un papel en el filme O Nó do Diabo. En 2017, Zuaa interpretó el papel de Clara en la película As Boas Maneiras, de Marco Dutra y Juliana Rojas que se presentó en el Festival Indie de Lisboa. Ese mismo año fue la esclava Preta, en la película de Marcelo Gomes titulada Joaquim que fue nominada en el 67° Festival Internacional de Cine de Berlín y considerada por la revista Veja (revista) como una de las revelaciones del año. También en 2017 participó en la película "Selvageria" de Filipe Hirsch. Dos años después fue actriz en la serie de Ivo Ferreira para la RTP, SUL.

## Reconocimientos
En 2017, Zuaa recibió el Premio Guaraní de cine brasileño, en la categoría Revelación, por su papel en la película "Joaquim", de Marcelo Gomes.  Ese mismo año, el corto en el que participó, Kbela, ganó el premio a mejor cortometraje de la Diáspora Africana en los Premios de la Academia del Cine Africano.
Dos años después, fue nominada al Premio Guaraní de cine brasileño, en esta ocasión en la categoría de actriz, por su papel en la película "As Boas Maneiras". Además, por su papel en esa película, obtuvo la mención a la mejor actuación en el Festival Internacional de Cine de Viña del Mar de Chile y en la edición de 2017 del Festival de Cine de Sitges el Premio Blood Window mención especial a la mejor actriz. Esta película fue nombrada por el periódico brasileño Correio Braziliense como una de las mejores películas de acción, romance y éxitos de taquilla de 2018.
En 2019, el proyecto Aurora Negra que Zuaa creó junto a Cleo Tavares y Nádia Yracema, ganó de la segunda edición de Bolsa Amélia Rey Colaço que concede una beca destinada a apoyar la producción de espectáculos de jóvenes artistas y compañías emergentes, para la promoción de la renovación de la creación teatral portuguesa.
En 2021, fue incluida en la lista BANTUMEN Powelist que reconoce a las 100 personas lusófonas más influyentes del año.